# Yelena Besova
Yelena Besova –en ruso, Еле́на Бе́сова– (8 de junio de 1966) es una deportista soviética que compitió en judo. Ganó una medalla de plata en el Campeonato Europeo de Judo de 1990 en la categoría de –72 kg.
Participó en los Juegos Olímpicos de Barcelona 1992, donde finalizó vigésima en la categoría de –72 kg.

## Palmarés internacional
| Campeonato Europeo | Campeonato Europeo | Campeonato Europeo | Campeonato Europeo |
| Año                | Lugar              | Medalla            | Categoría          |
| ------------------ | ------------------ | ------------------ | ------------------ |
| 1990               | Fráncfort (RFA)    | Medalla de plata   | –72 kg             |